# Meseret Defar
Meseret Defar, etiopska atletinja, tekačica na dolge proge, * 19. november 1983, Adis Abeba, Etiopija.
Sodelovala je na atletskem delu Poletnih olimpijskih iger leta 2004, 2008 in 2012.